# Michael Jeter
Robert Michael Jeter (n. 26 august 1952 – d. 30 martie 2003) a fost un comedian american, scenarist, și producător.

## Filmografie

### Film
| An   | Titlul                          | Rol                               | Note                                                    |
| ---- | ------------------------------- | --------------------------------- | ------------------------------------------------------- |
| 1979 | Hair                            | Woodrow Sheldon                   |                                                         |
| 1981 | Ragtime                         | Special Reporter                  |                                                         |
| 1982 | Soup for One                    | Mr. Kelp                          |                                                         |
| 1983 | Zelig                           | Freshman #2                       |                                                         |
| 1986 | The Money Pit                   | Arnie                             |                                                         |
| 1989 | Dead Bang                       | Dr. Alexander Krantz              |                                                         |
| 1989 | Tango & Cash                    | Floyd Skinner                     |                                                         |
| 1990 | Just Like in the Movies         | Vernon                            |                                                         |
| 1990 | Miller's Crossing               | Adolph                            |                                                         |
| 1991 | The Fisher King                 | interpret de cabaret fără adăpost |                                                         |
| 1993 | Bank Robber                     | Night Clerk #1                    |                                                         |
| 1993 | Sister Act 2: Back in the Habit | Father Ignatius                   |                                                         |
| 1994 | Drop Zone                       | Earl Leedy                        |                                                         |
| 1995 | Waterworld                      | Gregor                            |                                                         |
| 1997 | Air Bud                         | Norm Snively                      |                                                         |
| 1997 | Mouse Hunt                      | Quincy Thorpe                     |                                                         |
| 1998 | Fear and Loathing in Las Vegas  | Dr. Ron Bumquist                  |                                                         |
| 1998 | The Naked Man                   | 'Sticks' Varona                   |                                                         |
| 1998 | Thursday                        | Dr. Jarvis                        |                                                         |
| 1998 | Zack and Reba                   | Oras                              |                                                         |
| 1998 | Patch Adams                     | Rudy                              |                                                         |
| 1999 | True Crime                      | Dale Porterhouse                  |                                                         |
| 1999 | Jakob the Liar                  | Avron                             |                                                         |
| 1999 | The Green Mile                  | Eduard Delacroix                  |                                                         |
| 2000 | South of Heaven, West of Hell   | Uncle Jude                        |                                                         |
| 2000 | The Gift                        | Gerald Weems                      |                                                         |
| 2001 | Jurassic Park III               | Udesky                            |                                                         |
| 2002 | Welcome to Collinwood           | 'Toto'                            |                                                         |
| 2003 | Open Range                      | Percy                             | Lansare postumă                                         |
| 2004 | The Polar Express               | Smokey / Steamer                  | Doar Motion-capture Lansare postumă; Ultimul film jucat |

### Televiziune
| An        | Titlul                  | Rol                                 | Note |
| --------- | ----------------------- | ----------------------------------- | --- |
| 1979      | My Old Man              | George Gardner                      | |
| 1980      | Another World           | Arnie Gallo                         | Episoade necunoscute |
| 1980      | From Here to Eternity   | Private Ridgley                     | Episoade necunoscute |
| 1980      | Lou Grant               | Max Galt                            | Episod: "Dogs" |
| 1981      | Alice at the Palace     | Caterpillar / Dormouse              | |
| 1986      | Night Court             | Confessing Crook                    | Episod: "The Night Off" |
| 1987      | Designing Women         | Calvin Klein                        | Episod: "Old Spouses Never Die – Part 1" |
| 1988      | Crime Story             | Senator Michael Gaspari             | Episod: "The Hearings" |
| 1988      | Hothouse                | Dr. Art Makter                      | 7 episoade |
| 1990–1994 | Evening Shade           | Herman Stiles                       | 98 episoade Primetime Emmy Award for Outstanding Supporting Actor in a Comedy Series Viewers for Quality Television Award for Best Supporting Actor in a Quality Comedy Series (1991–93) Nominalizat—Golden Globe Award for Best Supporting Actor – Series, Miniseries or Television Film Nominalizat—Primetime Emmy Award for Outstanding Supporting Actor in a Comedy Series (1991, 1993) |
| 1993–1995 | Picket Fences           | Peter Lebeck                        | 3 episoade Nominalizat—Primetime Emmy Award for Outstanding Guest Actor in a Drama Series |
| 1993      | Tales of the City       | Carson Callas                       | 3 episoade |
| 1993      | Gypsy                   | Goldstone                           | |
| 1994      | Aladdin                 | Runtar (voce)                       | Episod: "StinkerBelle" |
| 1995      | Chicago Hope            | Bob Ryan                            | Episod: "A Coupla Stiffs" Nominated—Primetime Emmy Award for Outstanding Guest Actor in a Drama Series |
| 1996      | Dream On                | Dr. Enoch                           | Episod: "Finale with a Vengeance" |
| 1996      | Suddenly Susan          | Lawrence Rosewood                   | Episod: "Dr. No" |
| 1996      | Mrs. Santa Claus        | Arvo                                | |
| 1996      | The Boys Next Door      | Arnold Wiggins                      | |
| 1997      | Duckman                 | Dr. William Blay (voce)             | Episod: "Ajax & Ajaxer" |
| 1997      | Second Noah             | The Chicken Man                     | Episod: "Diving In" |
| 1997      | Murphy Brown            | Vic                                 | Episod: "You Don't Know Jackal" |
| 1997      | Johnny Bravo            | Lawrence The Camel (voce)           | Episod: "Blarney Buddies/Over the Hump/Johnny Meets Farrah Fawcett" |
| 1998–1999 | The Wild Thornberrys    | Biederman (voce)                    | 4 episoade |
| 1998      | Veronica's Closet       | Edwin Murloff                       | Episod: "Veronica's Blackout" |
| 1998      | The Ransom of Red Chief | Bill Driscoll                       | |
| 1999      | Touched by an Angel     | Gus Zimmerman                       | Episod: "The Man Upstairs" |
| 2000–2003 | Sesame Street           | Mr. Noodle's Brother, Mister Noodle | segmentele Elmo's World |
| 2002      | Taken                   | William Jeffries                    | Episod: "Taken" |
| 2002      | Hey Arnold!             | Nate Horowitz (voce)                | Episod: "Gerald's Game/The Fishing Trip" |